# 최선원
최선원(1970년 3월 19일~)은 대한민국의 가수 및 작사가 겸 작곡가이고, 음악 프로듀서 겸 투자가 및 금융 기업인이다.

## 생애

### 음악 활동
그는 서울영동고등학교(1989년 제14회 졸업)를 나오고 나서, 경희대학교 무역학과 3학년 재학 시절이던 1991년 언더그라운드 라이브 클럽에서 가수로 첫 데뷔하였으며, 이듬해 1992년 프로젝트 보컬 그룹 "자유시간"의 보컬리스트로 레코드적인 가요 분야에 본격적인 데뷔를 하였고 이듬해 1993년 경희대학교 무역학과(학사)를 나온 그는 이어 같은 해 1993년 1집 《Solitary》를 발표하여 솔로 가수로 정식 데뷔하였으며, 1994년에는 신윤미, 김신우, 김정은, 김민경, 백종우 등과 같이 함께 프로젝트 보컬 음악 그룹 "마로니에" 3집 앨범의 보컬리스트로 참여했다. 이어 같은 해에 2집 《Choi Sun Won Two》를 발표하였다.
1998년 이후부터 금융 기업인 등으로도 활동한 그는 보컬 그룹 "자유시간" 시절의 히트곡으로 〈한순간의 꿈〉이 있고 솔로 가수로서의 히트곡으로는 〈나를 지켜줘〉, 〈슬퍼지려 하기 전에(1995년에 댄스 팝 음악 그룹 "쿨"이 리메이크)〉, 〈아무렇지도 않아〉, 〈예전처럼〉, 〈Love virus〉, 〈사랑할 수 있어〉가 있고 프로젝트 그룹 "마로니에" 구성원 시절의 히트곡으로는 신윤미, 김신우 등과 함께 부른 〈칵테일 사랑〉이 있다.

## 디스코그래피

### 정규 솔로 앨범
- 1993년 최선원 1집 《Solitary》
- 1994년 최선원 2집 《Choi Sun Won Two》

## 같이 보기
- 자유시간
- 마로니에
- 쿨